# Petrești (okręg Kluż)
Petrești – wieś w Rumunii, w okręgu Kluż, w gminie Mintiu Gherlii. W 2011 roku liczyła 219 mieszkańców.